# Крепость (шахматы)
Кре́пость (шахматы) — разновидность позиционной ничьей, тема в шахматном этюде: слабейшая сторона спасается путём создания неприступной позиции, куда не могут проникнуть фигуры соперника. Идея в этюде разработана и введена в практику Ф. Симховичем в 1926 году. Нередко идеи крепости встречаются также в практической игре, например, в окончаниях типа «ферзь против ладьи».

## Примеры

### В композиции
|   | a | b | c | d | e | f | g | h |   |
| - | --- | --- | --- | --- | --- | --- | --- | --- | - |
| 8 | e8 белый король · c7 чёрный король · e7 белый слон · f7 чёрная пешка · h7 белый конь · g6 чёрная пешка · f5 белая пешка · g5 белая пешка · h3 чёрная пешка · a2 чёрный слон | e8 белый король · c7 чёрный король · e7 белый слон · f7 чёрная пешка · h7 белый конь · g6 чёрная пешка · f5 белая пешка · g5 белая пешка · h3 чёрная пешка · a2 чёрный слон | e8 белый король · c7 чёрный король · e7 белый слон · f7 чёрная пешка · h7 белый конь · g6 чёрная пешка · f5 белая пешка · g5 белая пешка · h3 чёрная пешка · a2 чёрный слон | e8 белый король · c7 чёрный король · e7 белый слон · f7 чёрная пешка · h7 белый конь · g6 чёрная пешка · f5 белая пешка · g5 белая пешка · h3 чёрная пешка · a2 чёрный слон | e8 белый король · c7 чёрный король · e7 белый слон · f7 чёрная пешка · h7 белый конь · g6 чёрная пешка · f5 белая пешка · g5 белая пешка · h3 чёрная пешка · a2 чёрный слон | e8 белый король · c7 чёрный король · e7 белый слон · f7 чёрная пешка · h7 белый конь · g6 чёрная пешка · f5 белая пешка · g5 белая пешка · h3 чёрная пешка · a2 чёрный слон | e8 белый король · c7 чёрный король · e7 белый слон · f7 чёрная пешка · h7 белый конь · g6 чёрная пешка · f5 белая пешка · g5 белая пешка · h3 чёрная пешка · a2 чёрный слон | e8 белый король · c7 чёрный король · e7 белый слон · f7 чёрная пешка · h7 белый конь · g6 чёрная пешка · f5 белая пешка · g5 белая пешка · h3 чёрная пешка · a2 чёрный слон | 8 |
| 7 | e8 белый король · c7 чёрный король · e7 белый слон · f7 чёрная пешка · h7 белый конь · g6 чёрная пешка · f5 белая пешка · g5 белая пешка · h3 чёрная пешка · a2 чёрный слон | e8 белый король · c7 чёрный король · e7 белый слон · f7 чёрная пешка · h7 белый конь · g6 чёрная пешка · f5 белая пешка · g5 белая пешка · h3 чёрная пешка · a2 чёрный слон | e8 белый король · c7 чёрный король · e7 белый слон · f7 чёрная пешка · h7 белый конь · g6 чёрная пешка · f5 белая пешка · g5 белая пешка · h3 чёрная пешка · a2 чёрный слон | e8 белый король · c7 чёрный король · e7 белый слон · f7 чёрная пешка · h7 белый конь · g6 чёрная пешка · f5 белая пешка · g5 белая пешка · h3 чёрная пешка · a2 чёрный слон | e8 белый король · c7 чёрный король · e7 белый слон · f7 чёрная пешка · h7 белый конь · g6 чёрная пешка · f5 белая пешка · g5 белая пешка · h3 чёрная пешка · a2 чёрный слон | e8 белый король · c7 чёрный король · e7 белый слон · f7 чёрная пешка · h7 белый конь · g6 чёрная пешка · f5 белая пешка · g5 белая пешка · h3 чёрная пешка · a2 чёрный слон | e8 белый король · c7 чёрный король · e7 белый слон · f7 чёрная пешка · h7 белый конь · g6 чёрная пешка · f5 белая пешка · g5 белая пешка · h3 чёрная пешка · a2 чёрный слон | e8 белый король · c7 чёрный король · e7 белый слон · f7 чёрная пешка · h7 белый конь · g6 чёрная пешка · f5 белая пешка · g5 белая пешка · h3 чёрная пешка · a2 чёрный слон | 7 |
| 6 | e8 белый король · c7 чёрный король · e7 белый слон · f7 чёрная пешка · h7 белый конь · g6 чёрная пешка · f5 белая пешка · g5 белая пешка · h3 чёрная пешка · a2 чёрный слон | e8 белый король · c7 чёрный король · e7 белый слон · f7 чёрная пешка · h7 белый конь · g6 чёрная пешка · f5 белая пешка · g5 белая пешка · h3 чёрная пешка · a2 чёрный слон | e8 белый король · c7 чёрный король · e7 белый слон · f7 чёрная пешка · h7 белый конь · g6 чёрная пешка · f5 белая пешка · g5 белая пешка · h3 чёрная пешка · a2 чёрный слон | e8 белый король · c7 чёрный король · e7 белый слон · f7 чёрная пешка · h7 белый конь · g6 чёрная пешка · f5 белая пешка · g5 белая пешка · h3 чёрная пешка · a2 чёрный слон | e8 белый король · c7 чёрный король · e7 белый слон · f7 чёрная пешка · h7 белый конь · g6 чёрная пешка · f5 белая пешка · g5 белая пешка · h3 чёрная пешка · a2 чёрный слон | e8 белый король · c7 чёрный король · e7 белый слон · f7 чёрная пешка · h7 белый конь · g6 чёрная пешка · f5 белая пешка · g5 белая пешка · h3 чёрная пешка · a2 чёрный слон | e8 белый король · c7 чёрный король · e7 белый слон · f7 чёрная пешка · h7 белый конь · g6 чёрная пешка · f5 белая пешка · g5 белая пешка · h3 чёрная пешка · a2 чёрный слон | e8 белый король · c7 чёрный король · e7 белый слон · f7 чёрная пешка · h7 белый конь · g6 чёрная пешка · f5 белая пешка · g5 белая пешка · h3 чёрная пешка · a2 чёрный слон | 6 |
| 5 | e8 белый король · c7 чёрный король · e7 белый слон · f7 чёрная пешка · h7 белый конь · g6 чёрная пешка · f5 белая пешка · g5 белая пешка · h3 чёрная пешка · a2 чёрный слон | e8 белый король · c7 чёрный король · e7 белый слон · f7 чёрная пешка · h7 белый конь · g6 чёрная пешка · f5 белая пешка · g5 белая пешка · h3 чёрная пешка · a2 чёрный слон | e8 белый король · c7 чёрный король · e7 белый слон · f7 чёрная пешка · h7 белый конь · g6 чёрная пешка · f5 белая пешка · g5 белая пешка · h3 чёрная пешка · a2 чёрный слон | e8 белый король · c7 чёрный король · e7 белый слон · f7 чёрная пешка · h7 белый конь · g6 чёрная пешка · f5 белая пешка · g5 белая пешка · h3 чёрная пешка · a2 чёрный слон | e8 белый король · c7 чёрный король · e7 белый слон · f7 чёрная пешка · h7 белый конь · g6 чёрная пешка · f5 белая пешка · g5 белая пешка · h3 чёрная пешка · a2 чёрный слон | e8 белый король · c7 чёрный король · e7 белый слон · f7 чёрная пешка · h7 белый конь · g6 чёрная пешка · f5 белая пешка · g5 белая пешка · h3 чёрная пешка · a2 чёрный слон | e8 белый король · c7 чёрный король · e7 белый слон · f7 чёрная пешка · h7 белый конь · g6 чёрная пешка · f5 белая пешка · g5 белая пешка · h3 чёрная пешка · a2 чёрный слон | e8 белый король · c7 чёрный король · e7 белый слон · f7 чёрная пешка · h7 белый конь · g6 чёрная пешка · f5 белая пешка · g5 белая пешка · h3 чёрная пешка · a2 чёрный слон | 5 |
| 4 | e8 белый король · c7 чёрный король · e7 белый слон · f7 чёрная пешка · h7 белый конь · g6 чёрная пешка · f5 белая пешка · g5 белая пешка · h3 чёрная пешка · a2 чёрный слон | e8 белый король · c7 чёрный король · e7 белый слон · f7 чёрная пешка · h7 белый конь · g6 чёрная пешка · f5 белая пешка · g5 белая пешка · h3 чёрная пешка · a2 чёрный слон | e8 белый король · c7 чёрный король · e7 белый слон · f7 чёрная пешка · h7 белый конь · g6 чёрная пешка · f5 белая пешка · g5 белая пешка · h3 чёрная пешка · a2 чёрный слон | e8 белый король · c7 чёрный король · e7 белый слон · f7 чёрная пешка · h7 белый конь · g6 чёрная пешка · f5 белая пешка · g5 белая пешка · h3 чёрная пешка · a2 чёрный слон | e8 белый король · c7 чёрный король · e7 белый слон · f7 чёрная пешка · h7 белый конь · g6 чёрная пешка · f5 белая пешка · g5 белая пешка · h3 чёрная пешка · a2 чёрный слон | e8 белый король · c7 чёрный король · e7 белый слон · f7 чёрная пешка · h7 белый конь · g6 чёрная пешка · f5 белая пешка · g5 белая пешка · h3 чёрная пешка · a2 чёрный слон | e8 белый король · c7 чёрный король · e7 белый слон · f7 чёрная пешка · h7 белый конь · g6 чёрная пешка · f5 белая пешка · g5 белая пешка · h3 чёрная пешка · a2 чёрный слон | e8 белый король · c7 чёрный король · e7 белый слон · f7 чёрная пешка · h7 белый конь · g6 чёрная пешка · f5 белая пешка · g5 белая пешка · h3 чёрная пешка · a2 чёрный слон | 4 |
| 3 | e8 белый король · c7 чёрный король · e7 белый слон · f7 чёрная пешка · h7 белый конь · g6 чёрная пешка · f5 белая пешка · g5 белая пешка · h3 чёрная пешка · a2 чёрный слон | e8 белый король · c7 чёрный король · e7 белый слон · f7 чёрная пешка · h7 белый конь · g6 чёрная пешка · f5 белая пешка · g5 белая пешка · h3 чёрная пешка · a2 чёрный слон | e8 белый король · c7 чёрный король · e7 белый слон · f7 чёрная пешка · h7 белый конь · g6 чёрная пешка · f5 белая пешка · g5 белая пешка · h3 чёрная пешка · a2 чёрный слон | e8 белый король · c7 чёрный король · e7 белый слон · f7 чёрная пешка · h7 белый конь · g6 чёрная пешка · f5 белая пешка · g5 белая пешка · h3 чёрная пешка · a2 чёрный слон | e8 белый король · c7 чёрный король · e7 белый слон · f7 чёрная пешка · h7 белый конь · g6 чёрная пешка · f5 белая пешка · g5 белая пешка · h3 чёрная пешка · a2 чёрный слон | e8 белый король · c7 чёрный король · e7 белый слон · f7 чёрная пешка · h7 белый конь · g6 чёрная пешка · f5 белая пешка · g5 белая пешка · h3 чёрная пешка · a2 чёрный слон | e8 белый король · c7 чёрный король · e7 белый слон · f7 чёрная пешка · h7 белый конь · g6 чёрная пешка · f5 белая пешка · g5 белая пешка · h3 чёрная пешка · a2 чёрный слон | e8 белый король · c7 чёрный король · e7 белый слон · f7 чёрная пешка · h7 белый конь · g6 чёрная пешка · f5 белая пешка · g5 белая пешка · h3 чёрная пешка · a2 чёрный слон | 3 |
| 2 | e8 белый король · c7 чёрный король · e7 белый слон · f7 чёрная пешка · h7 белый конь · g6 чёрная пешка · f5 белая пешка · g5 белая пешка · h3 чёрная пешка · a2 чёрный слон | e8 белый король · c7 чёрный король · e7 белый слон · f7 чёрная пешка · h7 белый конь · g6 чёрная пешка · f5 белая пешка · g5 белая пешка · h3 чёрная пешка · a2 чёрный слон | e8 белый король · c7 чёрный король · e7 белый слон · f7 чёрная пешка · h7 белый конь · g6 чёрная пешка · f5 белая пешка · g5 белая пешка · h3 чёрная пешка · a2 чёрный слон | e8 белый король · c7 чёрный король · e7 белый слон · f7 чёрная пешка · h7 белый конь · g6 чёрная пешка · f5 белая пешка · g5 белая пешка · h3 чёрная пешка · a2 чёрный слон | e8 белый король · c7 чёрный король · e7 белый слон · f7 чёрная пешка · h7 белый конь · g6 чёрная пешка · f5 белая пешка · g5 белая пешка · h3 чёрная пешка · a2 чёрный слон | e8 белый король · c7 чёрный король · e7 белый слон · f7 чёрная пешка · h7 белый конь · g6 чёрная пешка · f5 белая пешка · g5 белая пешка · h3 чёрная пешка · a2 чёрный слон | e8 белый король · c7 чёрный король · e7 белый слон · f7 чёрная пешка · h7 белый конь · g6 чёрная пешка · f5 белая пешка · g5 белая пешка · h3 чёрная пешка · a2 чёрный слон | e8 белый король · c7 чёрный король · e7 белый слон · f7 чёрная пешка · h7 белый конь · g6 чёрная пешка · f5 белая пешка · g5 белая пешка · h3 чёрная пешка · a2 чёрный слон | 2 |
| 1 | e8 белый король · c7 чёрный король · e7 белый слон · f7 чёрная пешка · h7 белый конь · g6 чёрная пешка · f5 белая пешка · g5 белая пешка · h3 чёрная пешка · a2 чёрный слон | e8 белый король · c7 чёрный король · e7 белый слон · f7 чёрная пешка · h7 белый конь · g6 чёрная пешка · f5 белая пешка · g5 белая пешка · h3 чёрная пешка · a2 чёрный слон | e8 белый король · c7 чёрный король · e7 белый слон · f7 чёрная пешка · h7 белый конь · g6 чёрная пешка · f5 белая пешка · g5 белая пешка · h3 чёрная пешка · a2 чёрный слон | e8 белый король · c7 чёрный король · e7 белый слон · f7 чёрная пешка · h7 белый конь · g6 чёрная пешка · f5 белая пешка · g5 белая пешка · h3 чёрная пешка · a2 чёрный слон | e8 белый король · c7 чёрный король · e7 белый слон · f7 чёрная пешка · h7 белый конь · g6 чёрная пешка · f5 белая пешка · g5 белая пешка · h3 чёрная пешка · a2 чёрный слон | e8 белый король · c7 чёрный король · e7 белый слон · f7 чёрная пешка · h7 белый конь · g6 чёрная пешка · f5 белая пешка · g5 белая пешка · h3 чёрная пешка · a2 чёрный слон | e8 белый король · c7 чёрный король · e7 белый слон · f7 чёрная пешка · h7 белый конь · g6 чёрная пешка · f5 белая пешка · g5 белая пешка · h3 чёрная пешка · a2 чёрный слон | e8 белый король · c7 чёрный король · e7 белый слон · f7 чёрная пешка · h7 белый конь · g6 чёрная пешка · f5 белая пешка · g5 белая пешка · h3 чёрная пешка · a2 чёрный слон | 1 |
|   | a | b | c | d | e | f | g | h |   |

В этюде Симховича на диаграмме белые не успевают остановить превращение чёрной пешки h в ферзи. Однако они могут сделать ничью, построив крепость.
1. Сf6!
Вариант 1. f6? не проходит из-за: 1… h2 2. Kрf8 h1Ф 3. Kрg7 Kрd7 4. Сf8 Kрe6 5. Kрg8 Фa8! 6. Kрg7 Kрf5 7. Kрg8 Kрg4 8. Kрg7 Фh1 9. Kрg8 Фxh7+ 10. Kрxh7 Kрxg5 и чёрные выигрывают.
1… Kрd6
На 1… h2 следует 2. Се5+ с выигрышем пешки.
2. Сe7+ Kрc6 
Чёрные перекрыли диагональ а8—h1 для своего будущего ферзя. Теперь можно начинать постройку крепости:
3. f6 h2
4. Сf8! h1Ф
5. Сh6! Фh2
6. Kрf8 Фb8+
7. Kрg7
Король в крепости и угрозы ферзя не опасны. Позиционная ничья достигнута.

### Из партии

#### Аршак Петросян — Ласло Хазаи, 1970
|   | a | b | c | d | e | f | g | h |   |
| - | --- | --- | --- | --- | --- | --- | --- | --- | - |
| 8 | c8 чёрный король · a7 чёрный ферзь · c7 чёрная пешка · d6 чёрная пешка · a5 чёрная пешка · b5 белая пешка · c5 чёрная пешка · d5 белая пешка · e5 чёрная пешка · g5 чёрная пешка · h5 чёрная пешка · a4 белый конь · c4 белая пешка · e4 белая пешка · f4 чёрная пешка · a3 белая пешка · f3 белая пешка · g3 чёрный слон · h3 белая пешка · a2 белый король · b2 белый ферзь · g2 белая пешка | c8 чёрный король · a7 чёрный ферзь · c7 чёрная пешка · d6 чёрная пешка · a5 чёрная пешка · b5 белая пешка · c5 чёрная пешка · d5 белая пешка · e5 чёрная пешка · g5 чёрная пешка · h5 чёрная пешка · a4 белый конь · c4 белая пешка · e4 белая пешка · f4 чёрная пешка · a3 белая пешка · f3 белая пешка · g3 чёрный слон · h3 белая пешка · a2 белый король · b2 белый ферзь · g2 белая пешка | c8 чёрный король · a7 чёрный ферзь · c7 чёрная пешка · d6 чёрная пешка · a5 чёрная пешка · b5 белая пешка · c5 чёрная пешка · d5 белая пешка · e5 чёрная пешка · g5 чёрная пешка · h5 чёрная пешка · a4 белый конь · c4 белая пешка · e4 белая пешка · f4 чёрная пешка · a3 белая пешка · f3 белая пешка · g3 чёрный слон · h3 белая пешка · a2 белый король · b2 белый ферзь · g2 белая пешка | c8 чёрный король · a7 чёрный ферзь · c7 чёрная пешка · d6 чёрная пешка · a5 чёрная пешка · b5 белая пешка · c5 чёрная пешка · d5 белая пешка · e5 чёрная пешка · g5 чёрная пешка · h5 чёрная пешка · a4 белый конь · c4 белая пешка · e4 белая пешка · f4 чёрная пешка · a3 белая пешка · f3 белая пешка · g3 чёрный слон · h3 белая пешка · a2 белый король · b2 белый ферзь · g2 белая пешка | c8 чёрный король · a7 чёрный ферзь · c7 чёрная пешка · d6 чёрная пешка · a5 чёрная пешка · b5 белая пешка · c5 чёрная пешка · d5 белая пешка · e5 чёрная пешка · g5 чёрная пешка · h5 чёрная пешка · a4 белый конь · c4 белая пешка · e4 белая пешка · f4 чёрная пешка · a3 белая пешка · f3 белая пешка · g3 чёрный слон · h3 белая пешка · a2 белый король · b2 белый ферзь · g2 белая пешка | c8 чёрный король · a7 чёрный ферзь · c7 чёрная пешка · d6 чёрная пешка · a5 чёрная пешка · b5 белая пешка · c5 чёрная пешка · d5 белая пешка · e5 чёрная пешка · g5 чёрная пешка · h5 чёрная пешка · a4 белый конь · c4 белая пешка · e4 белая пешка · f4 чёрная пешка · a3 белая пешка · f3 белая пешка · g3 чёрный слон · h3 белая пешка · a2 белый король · b2 белый ферзь · g2 белая пешка | c8 чёрный король · a7 чёрный ферзь · c7 чёрная пешка · d6 чёрная пешка · a5 чёрная пешка · b5 белая пешка · c5 чёрная пешка · d5 белая пешка · e5 чёрная пешка · g5 чёрная пешка · h5 чёрная пешка · a4 белый конь · c4 белая пешка · e4 белая пешка · f4 чёрная пешка · a3 белая пешка · f3 белая пешка · g3 чёрный слон · h3 белая пешка · a2 белый король · b2 белый ферзь · g2 белая пешка | c8 чёрный король · a7 чёрный ферзь · c7 чёрная пешка · d6 чёрная пешка · a5 чёрная пешка · b5 белая пешка · c5 чёрная пешка · d5 белая пешка · e5 чёрная пешка · g5 чёрная пешка · h5 чёрная пешка · a4 белый конь · c4 белая пешка · e4 белая пешка · f4 чёрная пешка · a3 белая пешка · f3 белая пешка · g3 чёрный слон · h3 белая пешка · a2 белый король · b2 белый ферзь · g2 белая пешка | 8 |
| 7 | c8 чёрный король · a7 чёрный ферзь · c7 чёрная пешка · d6 чёрная пешка · a5 чёрная пешка · b5 белая пешка · c5 чёрная пешка · d5 белая пешка · e5 чёрная пешка · g5 чёрная пешка · h5 чёрная пешка · a4 белый конь · c4 белая пешка · e4 белая пешка · f4 чёрная пешка · a3 белая пешка · f3 белая пешка · g3 чёрный слон · h3 белая пешка · a2 белый король · b2 белый ферзь · g2 белая пешка | c8 чёрный король · a7 чёрный ферзь · c7 чёрная пешка · d6 чёрная пешка · a5 чёрная пешка · b5 белая пешка · c5 чёрная пешка · d5 белая пешка · e5 чёрная пешка · g5 чёрная пешка · h5 чёрная пешка · a4 белый конь · c4 белая пешка · e4 белая пешка · f4 чёрная пешка · a3 белая пешка · f3 белая пешка · g3 чёрный слон · h3 белая пешка · a2 белый король · b2 белый ферзь · g2 белая пешка | c8 чёрный король · a7 чёрный ферзь · c7 чёрная пешка · d6 чёрная пешка · a5 чёрная пешка · b5 белая пешка · c5 чёрная пешка · d5 белая пешка · e5 чёрная пешка · g5 чёрная пешка · h5 чёрная пешка · a4 белый конь · c4 белая пешка · e4 белая пешка · f4 чёрная пешка · a3 белая пешка · f3 белая пешка · g3 чёрный слон · h3 белая пешка · a2 белый король · b2 белый ферзь · g2 белая пешка | c8 чёрный король · a7 чёрный ферзь · c7 чёрная пешка · d6 чёрная пешка · a5 чёрная пешка · b5 белая пешка · c5 чёрная пешка · d5 белая пешка · e5 чёрная пешка · g5 чёрная пешка · h5 чёрная пешка · a4 белый конь · c4 белая пешка · e4 белая пешка · f4 чёрная пешка · a3 белая пешка · f3 белая пешка · g3 чёрный слон · h3 белая пешка · a2 белый король · b2 белый ферзь · g2 белая пешка | c8 чёрный король · a7 чёрный ферзь · c7 чёрная пешка · d6 чёрная пешка · a5 чёрная пешка · b5 белая пешка · c5 чёрная пешка · d5 белая пешка · e5 чёрная пешка · g5 чёрная пешка · h5 чёрная пешка · a4 белый конь · c4 белая пешка · e4 белая пешка · f4 чёрная пешка · a3 белая пешка · f3 белая пешка · g3 чёрный слон · h3 белая пешка · a2 белый король · b2 белый ферзь · g2 белая пешка | c8 чёрный король · a7 чёрный ферзь · c7 чёрная пешка · d6 чёрная пешка · a5 чёрная пешка · b5 белая пешка · c5 чёрная пешка · d5 белая пешка · e5 чёрная пешка · g5 чёрная пешка · h5 чёрная пешка · a4 белый конь · c4 белая пешка · e4 белая пешка · f4 чёрная пешка · a3 белая пешка · f3 белая пешка · g3 чёрный слон · h3 белая пешка · a2 белый король · b2 белый ферзь · g2 белая пешка | c8 чёрный король · a7 чёрный ферзь · c7 чёрная пешка · d6 чёрная пешка · a5 чёрная пешка · b5 белая пешка · c5 чёрная пешка · d5 белая пешка · e5 чёрная пешка · g5 чёрная пешка · h5 чёрная пешка · a4 белый конь · c4 белая пешка · e4 белая пешка · f4 чёрная пешка · a3 белая пешка · f3 белая пешка · g3 чёрный слон · h3 белая пешка · a2 белый король · b2 белый ферзь · g2 белая пешка | c8 чёрный король · a7 чёрный ферзь · c7 чёрная пешка · d6 чёрная пешка · a5 чёрная пешка · b5 белая пешка · c5 чёрная пешка · d5 белая пешка · e5 чёрная пешка · g5 чёрная пешка · h5 чёрная пешка · a4 белый конь · c4 белая пешка · e4 белая пешка · f4 чёрная пешка · a3 белая пешка · f3 белая пешка · g3 чёрный слон · h3 белая пешка · a2 белый король · b2 белый ферзь · g2 белая пешка | 7 |
| 6 | c8 чёрный король · a7 чёрный ферзь · c7 чёрная пешка · d6 чёрная пешка · a5 чёрная пешка · b5 белая пешка · c5 чёрная пешка · d5 белая пешка · e5 чёрная пешка · g5 чёрная пешка · h5 чёрная пешка · a4 белый конь · c4 белая пешка · e4 белая пешка · f4 чёрная пешка · a3 белая пешка · f3 белая пешка · g3 чёрный слон · h3 белая пешка · a2 белый король · b2 белый ферзь · g2 белая пешка | c8 чёрный король · a7 чёрный ферзь · c7 чёрная пешка · d6 чёрная пешка · a5 чёрная пешка · b5 белая пешка · c5 чёрная пешка · d5 белая пешка · e5 чёрная пешка · g5 чёрная пешка · h5 чёрная пешка · a4 белый конь · c4 белая пешка · e4 белая пешка · f4 чёрная пешка · a3 белая пешка · f3 белая пешка · g3 чёрный слон · h3 белая пешка · a2 белый король · b2 белый ферзь · g2 белая пешка | c8 чёрный король · a7 чёрный ферзь · c7 чёрная пешка · d6 чёрная пешка · a5 чёрная пешка · b5 белая пешка · c5 чёрная пешка · d5 белая пешка · e5 чёрная пешка · g5 чёрная пешка · h5 чёрная пешка · a4 белый конь · c4 белая пешка · e4 белая пешка · f4 чёрная пешка · a3 белая пешка · f3 белая пешка · g3 чёрный слон · h3 белая пешка · a2 белый король · b2 белый ферзь · g2 белая пешка | c8 чёрный король · a7 чёрный ферзь · c7 чёрная пешка · d6 чёрная пешка · a5 чёрная пешка · b5 белая пешка · c5 чёрная пешка · d5 белая пешка · e5 чёрная пешка · g5 чёрная пешка · h5 чёрная пешка · a4 белый конь · c4 белая пешка · e4 белая пешка · f4 чёрная пешка · a3 белая пешка · f3 белая пешка · g3 чёрный слон · h3 белая пешка · a2 белый король · b2 белый ферзь · g2 белая пешка | c8 чёрный король · a7 чёрный ферзь · c7 чёрная пешка · d6 чёрная пешка · a5 чёрная пешка · b5 белая пешка · c5 чёрная пешка · d5 белая пешка · e5 чёрная пешка · g5 чёрная пешка · h5 чёрная пешка · a4 белый конь · c4 белая пешка · e4 белая пешка · f4 чёрная пешка · a3 белая пешка · f3 белая пешка · g3 чёрный слон · h3 белая пешка · a2 белый король · b2 белый ферзь · g2 белая пешка | c8 чёрный король · a7 чёрный ферзь · c7 чёрная пешка · d6 чёрная пешка · a5 чёрная пешка · b5 белая пешка · c5 чёрная пешка · d5 белая пешка · e5 чёрная пешка · g5 чёрная пешка · h5 чёрная пешка · a4 белый конь · c4 белая пешка · e4 белая пешка · f4 чёрная пешка · a3 белая пешка · f3 белая пешка · g3 чёрный слон · h3 белая пешка · a2 белый король · b2 белый ферзь · g2 белая пешка | c8 чёрный король · a7 чёрный ферзь · c7 чёрная пешка · d6 чёрная пешка · a5 чёрная пешка · b5 белая пешка · c5 чёрная пешка · d5 белая пешка · e5 чёрная пешка · g5 чёрная пешка · h5 чёрная пешка · a4 белый конь · c4 белая пешка · e4 белая пешка · f4 чёрная пешка · a3 белая пешка · f3 белая пешка · g3 чёрный слон · h3 белая пешка · a2 белый король · b2 белый ферзь · g2 белая пешка | c8 чёрный король · a7 чёрный ферзь · c7 чёрная пешка · d6 чёрная пешка · a5 чёрная пешка · b5 белая пешка · c5 чёрная пешка · d5 белая пешка · e5 чёрная пешка · g5 чёрная пешка · h5 чёрная пешка · a4 белый конь · c4 белая пешка · e4 белая пешка · f4 чёрная пешка · a3 белая пешка · f3 белая пешка · g3 чёрный слон · h3 белая пешка · a2 белый король · b2 белый ферзь · g2 белая пешка | 6 |
| 5 | c8 чёрный король · a7 чёрный ферзь · c7 чёрная пешка · d6 чёрная пешка · a5 чёрная пешка · b5 белая пешка · c5 чёрная пешка · d5 белая пешка · e5 чёрная пешка · g5 чёрная пешка · h5 чёрная пешка · a4 белый конь · c4 белая пешка · e4 белая пешка · f4 чёрная пешка · a3 белая пешка · f3 белая пешка · g3 чёрный слон · h3 белая пешка · a2 белый король · b2 белый ферзь · g2 белая пешка | c8 чёрный король · a7 чёрный ферзь · c7 чёрная пешка · d6 чёрная пешка · a5 чёрная пешка · b5 белая пешка · c5 чёрная пешка · d5 белая пешка · e5 чёрная пешка · g5 чёрная пешка · h5 чёрная пешка · a4 белый конь · c4 белая пешка · e4 белая пешка · f4 чёрная пешка · a3 белая пешка · f3 белая пешка · g3 чёрный слон · h3 белая пешка · a2 белый король · b2 белый ферзь · g2 белая пешка | c8 чёрный король · a7 чёрный ферзь · c7 чёрная пешка · d6 чёрная пешка · a5 чёрная пешка · b5 белая пешка · c5 чёрная пешка · d5 белая пешка · e5 чёрная пешка · g5 чёрная пешка · h5 чёрная пешка · a4 белый конь · c4 белая пешка · e4 белая пешка · f4 чёрная пешка · a3 белая пешка · f3 белая пешка · g3 чёрный слон · h3 белая пешка · a2 белый король · b2 белый ферзь · g2 белая пешка | c8 чёрный король · a7 чёрный ферзь · c7 чёрная пешка · d6 чёрная пешка · a5 чёрная пешка · b5 белая пешка · c5 чёрная пешка · d5 белая пешка · e5 чёрная пешка · g5 чёрная пешка · h5 чёрная пешка · a4 белый конь · c4 белая пешка · e4 белая пешка · f4 чёрная пешка · a3 белая пешка · f3 белая пешка · g3 чёрный слон · h3 белая пешка · a2 белый король · b2 белый ферзь · g2 белая пешка | c8 чёрный король · a7 чёрный ферзь · c7 чёрная пешка · d6 чёрная пешка · a5 чёрная пешка · b5 белая пешка · c5 чёрная пешка · d5 белая пешка · e5 чёрная пешка · g5 чёрная пешка · h5 чёрная пешка · a4 белый конь · c4 белая пешка · e4 белая пешка · f4 чёрная пешка · a3 белая пешка · f3 белая пешка · g3 чёрный слон · h3 белая пешка · a2 белый король · b2 белый ферзь · g2 белая пешка | c8 чёрный король · a7 чёрный ферзь · c7 чёрная пешка · d6 чёрная пешка · a5 чёрная пешка · b5 белая пешка · c5 чёрная пешка · d5 белая пешка · e5 чёрная пешка · g5 чёрная пешка · h5 чёрная пешка · a4 белый конь · c4 белая пешка · e4 белая пешка · f4 чёрная пешка · a3 белая пешка · f3 белая пешка · g3 чёрный слон · h3 белая пешка · a2 белый король · b2 белый ферзь · g2 белая пешка | c8 чёрный король · a7 чёрный ферзь · c7 чёрная пешка · d6 чёрная пешка · a5 чёрная пешка · b5 белая пешка · c5 чёрная пешка · d5 белая пешка · e5 чёрная пешка · g5 чёрная пешка · h5 чёрная пешка · a4 белый конь · c4 белая пешка · e4 белая пешка · f4 чёрная пешка · a3 белая пешка · f3 белая пешка · g3 чёрный слон · h3 белая пешка · a2 белый король · b2 белый ферзь · g2 белая пешка | c8 чёрный король · a7 чёрный ферзь · c7 чёрная пешка · d6 чёрная пешка · a5 чёрная пешка · b5 белая пешка · c5 чёрная пешка · d5 белая пешка · e5 чёрная пешка · g5 чёрная пешка · h5 чёрная пешка · a4 белый конь · c4 белая пешка · e4 белая пешка · f4 чёрная пешка · a3 белая пешка · f3 белая пешка · g3 чёрный слон · h3 белая пешка · a2 белый король · b2 белый ферзь · g2 белая пешка | 5 |
| 4 | c8 чёрный король · a7 чёрный ферзь · c7 чёрная пешка · d6 чёрная пешка · a5 чёрная пешка · b5 белая пешка · c5 чёрная пешка · d5 белая пешка · e5 чёрная пешка · g5 чёрная пешка · h5 чёрная пешка · a4 белый конь · c4 белая пешка · e4 белая пешка · f4 чёрная пешка · a3 белая пешка · f3 белая пешка · g3 чёрный слон · h3 белая пешка · a2 белый король · b2 белый ферзь · g2 белая пешка | c8 чёрный король · a7 чёрный ферзь · c7 чёрная пешка · d6 чёрная пешка · a5 чёрная пешка · b5 белая пешка · c5 чёрная пешка · d5 белая пешка · e5 чёрная пешка · g5 чёрная пешка · h5 чёрная пешка · a4 белый конь · c4 белая пешка · e4 белая пешка · f4 чёрная пешка · a3 белая пешка · f3 белая пешка · g3 чёрный слон · h3 белая пешка · a2 белый король · b2 белый ферзь · g2 белая пешка | c8 чёрный король · a7 чёрный ферзь · c7 чёрная пешка · d6 чёрная пешка · a5 чёрная пешка · b5 белая пешка · c5 чёрная пешка · d5 белая пешка · e5 чёрная пешка · g5 чёрная пешка · h5 чёрная пешка · a4 белый конь · c4 белая пешка · e4 белая пешка · f4 чёрная пешка · a3 белая пешка · f3 белая пешка · g3 чёрный слон · h3 белая пешка · a2 белый король · b2 белый ферзь · g2 белая пешка | c8 чёрный король · a7 чёрный ферзь · c7 чёрная пешка · d6 чёрная пешка · a5 чёрная пешка · b5 белая пешка · c5 чёрная пешка · d5 белая пешка · e5 чёрная пешка · g5 чёрная пешка · h5 чёрная пешка · a4 белый конь · c4 белая пешка · e4 белая пешка · f4 чёрная пешка · a3 белая пешка · f3 белая пешка · g3 чёрный слон · h3 белая пешка · a2 белый король · b2 белый ферзь · g2 белая пешка | c8 чёрный король · a7 чёрный ферзь · c7 чёрная пешка · d6 чёрная пешка · a5 чёрная пешка · b5 белая пешка · c5 чёрная пешка · d5 белая пешка · e5 чёрная пешка · g5 чёрная пешка · h5 чёрная пешка · a4 белый конь · c4 белая пешка · e4 белая пешка · f4 чёрная пешка · a3 белая пешка · f3 белая пешка · g3 чёрный слон · h3 белая пешка · a2 белый король · b2 белый ферзь · g2 белая пешка | c8 чёрный король · a7 чёрный ферзь · c7 чёрная пешка · d6 чёрная пешка · a5 чёрная пешка · b5 белая пешка · c5 чёрная пешка · d5 белая пешка · e5 чёрная пешка · g5 чёрная пешка · h5 чёрная пешка · a4 белый конь · c4 белая пешка · e4 белая пешка · f4 чёрная пешка · a3 белая пешка · f3 белая пешка · g3 чёрный слон · h3 белая пешка · a2 белый король · b2 белый ферзь · g2 белая пешка | c8 чёрный король · a7 чёрный ферзь · c7 чёрная пешка · d6 чёрная пешка · a5 чёрная пешка · b5 белая пешка · c5 чёрная пешка · d5 белая пешка · e5 чёрная пешка · g5 чёрная пешка · h5 чёрная пешка · a4 белый конь · c4 белая пешка · e4 белая пешка · f4 чёрная пешка · a3 белая пешка · f3 белая пешка · g3 чёрный слон · h3 белая пешка · a2 белый король · b2 белый ферзь · g2 белая пешка | c8 чёрный король · a7 чёрный ферзь · c7 чёрная пешка · d6 чёрная пешка · a5 чёрная пешка · b5 белая пешка · c5 чёрная пешка · d5 белая пешка · e5 чёрная пешка · g5 чёрная пешка · h5 чёрная пешка · a4 белый конь · c4 белая пешка · e4 белая пешка · f4 чёрная пешка · a3 белая пешка · f3 белая пешка · g3 чёрный слон · h3 белая пешка · a2 белый король · b2 белый ферзь · g2 белая пешка | 4 |
| 3 | c8 чёрный король · a7 чёрный ферзь · c7 чёрная пешка · d6 чёрная пешка · a5 чёрная пешка · b5 белая пешка · c5 чёрная пешка · d5 белая пешка · e5 чёрная пешка · g5 чёрная пешка · h5 чёрная пешка · a4 белый конь · c4 белая пешка · e4 белая пешка · f4 чёрная пешка · a3 белая пешка · f3 белая пешка · g3 чёрный слон · h3 белая пешка · a2 белый король · b2 белый ферзь · g2 белая пешка | c8 чёрный король · a7 чёрный ферзь · c7 чёрная пешка · d6 чёрная пешка · a5 чёрная пешка · b5 белая пешка · c5 чёрная пешка · d5 белая пешка · e5 чёрная пешка · g5 чёрная пешка · h5 чёрная пешка · a4 белый конь · c4 белая пешка · e4 белая пешка · f4 чёрная пешка · a3 белая пешка · f3 белая пешка · g3 чёрный слон · h3 белая пешка · a2 белый король · b2 белый ферзь · g2 белая пешка | c8 чёрный король · a7 чёрный ферзь · c7 чёрная пешка · d6 чёрная пешка · a5 чёрная пешка · b5 белая пешка · c5 чёрная пешка · d5 белая пешка · e5 чёрная пешка · g5 чёрная пешка · h5 чёрная пешка · a4 белый конь · c4 белая пешка · e4 белая пешка · f4 чёрная пешка · a3 белая пешка · f3 белая пешка · g3 чёрный слон · h3 белая пешка · a2 белый король · b2 белый ферзь · g2 белая пешка | c8 чёрный король · a7 чёрный ферзь · c7 чёрная пешка · d6 чёрная пешка · a5 чёрная пешка · b5 белая пешка · c5 чёрная пешка · d5 белая пешка · e5 чёрная пешка · g5 чёрная пешка · h5 чёрная пешка · a4 белый конь · c4 белая пешка · e4 белая пешка · f4 чёрная пешка · a3 белая пешка · f3 белая пешка · g3 чёрный слон · h3 белая пешка · a2 белый король · b2 белый ферзь · g2 белая пешка | c8 чёрный король · a7 чёрный ферзь · c7 чёрная пешка · d6 чёрная пешка · a5 чёрная пешка · b5 белая пешка · c5 чёрная пешка · d5 белая пешка · e5 чёрная пешка · g5 чёрная пешка · h5 чёрная пешка · a4 белый конь · c4 белая пешка · e4 белая пешка · f4 чёрная пешка · a3 белая пешка · f3 белая пешка · g3 чёрный слон · h3 белая пешка · a2 белый король · b2 белый ферзь · g2 белая пешка | c8 чёрный король · a7 чёрный ферзь · c7 чёрная пешка · d6 чёрная пешка · a5 чёрная пешка · b5 белая пешка · c5 чёрная пешка · d5 белая пешка · e5 чёрная пешка · g5 чёрная пешка · h5 чёрная пешка · a4 белый конь · c4 белая пешка · e4 белая пешка · f4 чёрная пешка · a3 белая пешка · f3 белая пешка · g3 чёрный слон · h3 белая пешка · a2 белый король · b2 белый ферзь · g2 белая пешка | c8 чёрный король · a7 чёрный ферзь · c7 чёрная пешка · d6 чёрная пешка · a5 чёрная пешка · b5 белая пешка · c5 чёрная пешка · d5 белая пешка · e5 чёрная пешка · g5 чёрная пешка · h5 чёрная пешка · a4 белый конь · c4 белая пешка · e4 белая пешка · f4 чёрная пешка · a3 белая пешка · f3 белая пешка · g3 чёрный слон · h3 белая пешка · a2 белый король · b2 белый ферзь · g2 белая пешка | c8 чёрный король · a7 чёрный ферзь · c7 чёрная пешка · d6 чёрная пешка · a5 чёрная пешка · b5 белая пешка · c5 чёрная пешка · d5 белая пешка · e5 чёрная пешка · g5 чёрная пешка · h5 чёрная пешка · a4 белый конь · c4 белая пешка · e4 белая пешка · f4 чёрная пешка · a3 белая пешка · f3 белая пешка · g3 чёрный слон · h3 белая пешка · a2 белый король · b2 белый ферзь · g2 белая пешка | 3 |
| 2 | c8 чёрный король · a7 чёрный ферзь · c7 чёрная пешка · d6 чёрная пешка · a5 чёрная пешка · b5 белая пешка · c5 чёрная пешка · d5 белая пешка · e5 чёрная пешка · g5 чёрная пешка · h5 чёрная пешка · a4 белый конь · c4 белая пешка · e4 белая пешка · f4 чёрная пешка · a3 белая пешка · f3 белая пешка · g3 чёрный слон · h3 белая пешка · a2 белый король · b2 белый ферзь · g2 белая пешка | c8 чёрный король · a7 чёрный ферзь · c7 чёрная пешка · d6 чёрная пешка · a5 чёрная пешка · b5 белая пешка · c5 чёрная пешка · d5 белая пешка · e5 чёрная пешка · g5 чёрная пешка · h5 чёрная пешка · a4 белый конь · c4 белая пешка · e4 белая пешка · f4 чёрная пешка · a3 белая пешка · f3 белая пешка · g3 чёрный слон · h3 белая пешка · a2 белый король · b2 белый ферзь · g2 белая пешка | c8 чёрный король · a7 чёрный ферзь · c7 чёрная пешка · d6 чёрная пешка · a5 чёрная пешка · b5 белая пешка · c5 чёрная пешка · d5 белая пешка · e5 чёрная пешка · g5 чёрная пешка · h5 чёрная пешка · a4 белый конь · c4 белая пешка · e4 белая пешка · f4 чёрная пешка · a3 белая пешка · f3 белая пешка · g3 чёрный слон · h3 белая пешка · a2 белый король · b2 белый ферзь · g2 белая пешка | c8 чёрный король · a7 чёрный ферзь · c7 чёрная пешка · d6 чёрная пешка · a5 чёрная пешка · b5 белая пешка · c5 чёрная пешка · d5 белая пешка · e5 чёрная пешка · g5 чёрная пешка · h5 чёрная пешка · a4 белый конь · c4 белая пешка · e4 белая пешка · f4 чёрная пешка · a3 белая пешка · f3 белая пешка · g3 чёрный слон · h3 белая пешка · a2 белый король · b2 белый ферзь · g2 белая пешка | c8 чёрный король · a7 чёрный ферзь · c7 чёрная пешка · d6 чёрная пешка · a5 чёрная пешка · b5 белая пешка · c5 чёрная пешка · d5 белая пешка · e5 чёрная пешка · g5 чёрная пешка · h5 чёрная пешка · a4 белый конь · c4 белая пешка · e4 белая пешка · f4 чёрная пешка · a3 белая пешка · f3 белая пешка · g3 чёрный слон · h3 белая пешка · a2 белый король · b2 белый ферзь · g2 белая пешка | c8 чёрный король · a7 чёрный ферзь · c7 чёрная пешка · d6 чёрная пешка · a5 чёрная пешка · b5 белая пешка · c5 чёрная пешка · d5 белая пешка · e5 чёрная пешка · g5 чёрная пешка · h5 чёрная пешка · a4 белый конь · c4 белая пешка · e4 белая пешка · f4 чёрная пешка · a3 белая пешка · f3 белая пешка · g3 чёрный слон · h3 белая пешка · a2 белый король · b2 белый ферзь · g2 белая пешка | c8 чёрный король · a7 чёрный ферзь · c7 чёрная пешка · d6 чёрная пешка · a5 чёрная пешка · b5 белая пешка · c5 чёрная пешка · d5 белая пешка · e5 чёрная пешка · g5 чёрная пешка · h5 чёрная пешка · a4 белый конь · c4 белая пешка · e4 белая пешка · f4 чёрная пешка · a3 белая пешка · f3 белая пешка · g3 чёрный слон · h3 белая пешка · a2 белый король · b2 белый ферзь · g2 белая пешка | c8 чёрный король · a7 чёрный ферзь · c7 чёрная пешка · d6 чёрная пешка · a5 чёрная пешка · b5 белая пешка · c5 чёрная пешка · d5 белая пешка · e5 чёрная пешка · g5 чёрная пешка · h5 чёрная пешка · a4 белый конь · c4 белая пешка · e4 белая пешка · f4 чёрная пешка · a3 белая пешка · f3 белая пешка · g3 чёрный слон · h3 белая пешка · a2 белый король · b2 белый ферзь · g2 белая пешка | 2 |
| 1 | c8 чёрный король · a7 чёрный ферзь · c7 чёрная пешка · d6 чёрная пешка · a5 чёрная пешка · b5 белая пешка · c5 чёрная пешка · d5 белая пешка · e5 чёрная пешка · g5 чёрная пешка · h5 чёрная пешка · a4 белый конь · c4 белая пешка · e4 белая пешка · f4 чёрная пешка · a3 белая пешка · f3 белая пешка · g3 чёрный слон · h3 белая пешка · a2 белый король · b2 белый ферзь · g2 белая пешка | c8 чёрный король · a7 чёрный ферзь · c7 чёрная пешка · d6 чёрная пешка · a5 чёрная пешка · b5 белая пешка · c5 чёрная пешка · d5 белая пешка · e5 чёрная пешка · g5 чёрная пешка · h5 чёрная пешка · a4 белый конь · c4 белая пешка · e4 белая пешка · f4 чёрная пешка · a3 белая пешка · f3 белая пешка · g3 чёрный слон · h3 белая пешка · a2 белый король · b2 белый ферзь · g2 белая пешка | c8 чёрный король · a7 чёрный ферзь · c7 чёрная пешка · d6 чёрная пешка · a5 чёрная пешка · b5 белая пешка · c5 чёрная пешка · d5 белая пешка · e5 чёрная пешка · g5 чёрная пешка · h5 чёрная пешка · a4 белый конь · c4 белая пешка · e4 белая пешка · f4 чёрная пешка · a3 белая пешка · f3 белая пешка · g3 чёрный слон · h3 белая пешка · a2 белый король · b2 белый ферзь · g2 белая пешка | c8 чёрный король · a7 чёрный ферзь · c7 чёрная пешка · d6 чёрная пешка · a5 чёрная пешка · b5 белая пешка · c5 чёрная пешка · d5 белая пешка · e5 чёрная пешка · g5 чёрная пешка · h5 чёрная пешка · a4 белый конь · c4 белая пешка · e4 белая пешка · f4 чёрная пешка · a3 белая пешка · f3 белая пешка · g3 чёрный слон · h3 белая пешка · a2 белый король · b2 белый ферзь · g2 белая пешка | c8 чёрный король · a7 чёрный ферзь · c7 чёрная пешка · d6 чёрная пешка · a5 чёрная пешка · b5 белая пешка · c5 чёрная пешка · d5 белая пешка · e5 чёрная пешка · g5 чёрная пешка · h5 чёрная пешка · a4 белый конь · c4 белая пешка · e4 белая пешка · f4 чёрная пешка · a3 белая пешка · f3 белая пешка · g3 чёрный слон · h3 белая пешка · a2 белый король · b2 белый ферзь · g2 белая пешка | c8 чёрный король · a7 чёрный ферзь · c7 чёрная пешка · d6 чёрная пешка · a5 чёрная пешка · b5 белая пешка · c5 чёрная пешка · d5 белая пешка · e5 чёрная пешка · g5 чёрная пешка · h5 чёрная пешка · a4 белый конь · c4 белая пешка · e4 белая пешка · f4 чёрная пешка · a3 белая пешка · f3 белая пешка · g3 чёрный слон · h3 белая пешка · a2 белый король · b2 белый ферзь · g2 белая пешка | c8 чёрный король · a7 чёрный ферзь · c7 чёрная пешка · d6 чёрная пешка · a5 чёрная пешка · b5 белая пешка · c5 чёрная пешка · d5 белая пешка · e5 чёрная пешка · g5 чёрная пешка · h5 чёрная пешка · a4 белый конь · c4 белая пешка · e4 белая пешка · f4 чёрная пешка · a3 белая пешка · f3 белая пешка · g3 чёрный слон · h3 белая пешка · a2 белый король · b2 белый ферзь · g2 белая пешка | c8 чёрный король · a7 чёрный ферзь · c7 чёрная пешка · d6 чёрная пешка · a5 чёрная пешка · b5 белая пешка · c5 чёрная пешка · d5 белая пешка · e5 чёрная пешка · g5 чёрная пешка · h5 чёрная пешка · a4 белый конь · c4 белая пешка · e4 белая пешка · f4 чёрная пешка · a3 белая пешка · f3 белая пешка · g3 чёрный слон · h3 белая пешка · a2 белый король · b2 белый ферзь · g2 белая пешка | 1 |
|   | a | b | c | d | e | f | g | h |   |

|   | a | b | c | d | e | f | g | h |   |
| - | --- | --- | --- | --- | --- | --- | --- | --- | - |
| 8 | c8 чёрный король · b6 чёрная пешка · d6 чёрная пешка · a5 чёрная пешка · b5 белая пешка · c5 чёрная пешка · d5 белая пешка · e5 чёрная пешка · c4 белая пешка · e4 белая пешка · f4 чёрная пешка · h4 чёрная пешка · a3 белая пешка · f3 белая пешка · g3 чёрный слон · h3 белая пешка · a2 белый король · d2 белый ферзь | c8 чёрный король · b6 чёрная пешка · d6 чёрная пешка · a5 чёрная пешка · b5 белая пешка · c5 чёрная пешка · d5 белая пешка · e5 чёрная пешка · c4 белая пешка · e4 белая пешка · f4 чёрная пешка · h4 чёрная пешка · a3 белая пешка · f3 белая пешка · g3 чёрный слон · h3 белая пешка · a2 белый король · d2 белый ферзь | c8 чёрный король · b6 чёрная пешка · d6 чёрная пешка · a5 чёрная пешка · b5 белая пешка · c5 чёрная пешка · d5 белая пешка · e5 чёрная пешка · c4 белая пешка · e4 белая пешка · f4 чёрная пешка · h4 чёрная пешка · a3 белая пешка · f3 белая пешка · g3 чёрный слон · h3 белая пешка · a2 белый король · d2 белый ферзь | c8 чёрный король · b6 чёрная пешка · d6 чёрная пешка · a5 чёрная пешка · b5 белая пешка · c5 чёрная пешка · d5 белая пешка · e5 чёрная пешка · c4 белая пешка · e4 белая пешка · f4 чёрная пешка · h4 чёрная пешка · a3 белая пешка · f3 белая пешка · g3 чёрный слон · h3 белая пешка · a2 белый король · d2 белый ферзь | c8 чёрный король · b6 чёрная пешка · d6 чёрная пешка · a5 чёрная пешка · b5 белая пешка · c5 чёрная пешка · d5 белая пешка · e5 чёрная пешка · c4 белая пешка · e4 белая пешка · f4 чёрная пешка · h4 чёрная пешка · a3 белая пешка · f3 белая пешка · g3 чёрный слон · h3 белая пешка · a2 белый король · d2 белый ферзь | c8 чёрный король · b6 чёрная пешка · d6 чёрная пешка · a5 чёрная пешка · b5 белая пешка · c5 чёрная пешка · d5 белая пешка · e5 чёрная пешка · c4 белая пешка · e4 белая пешка · f4 чёрная пешка · h4 чёрная пешка · a3 белая пешка · f3 белая пешка · g3 чёрный слон · h3 белая пешка · a2 белый король · d2 белый ферзь | c8 чёрный король · b6 чёрная пешка · d6 чёрная пешка · a5 чёрная пешка · b5 белая пешка · c5 чёрная пешка · d5 белая пешка · e5 чёрная пешка · c4 белая пешка · e4 белая пешка · f4 чёрная пешка · h4 чёрная пешка · a3 белая пешка · f3 белая пешка · g3 чёрный слон · h3 белая пешка · a2 белый король · d2 белый ферзь | c8 чёрный король · b6 чёрная пешка · d6 чёрная пешка · a5 чёрная пешка · b5 белая пешка · c5 чёрная пешка · d5 белая пешка · e5 чёрная пешка · c4 белая пешка · e4 белая пешка · f4 чёрная пешка · h4 чёрная пешка · a3 белая пешка · f3 белая пешка · g3 чёрный слон · h3 белая пешка · a2 белый король · d2 белый ферзь | 8 |
| 7 | c8 чёрный король · b6 чёрная пешка · d6 чёрная пешка · a5 чёрная пешка · b5 белая пешка · c5 чёрная пешка · d5 белая пешка · e5 чёрная пешка · c4 белая пешка · e4 белая пешка · f4 чёрная пешка · h4 чёрная пешка · a3 белая пешка · f3 белая пешка · g3 чёрный слон · h3 белая пешка · a2 белый король · d2 белый ферзь | c8 чёрный король · b6 чёрная пешка · d6 чёрная пешка · a5 чёрная пешка · b5 белая пешка · c5 чёрная пешка · d5 белая пешка · e5 чёрная пешка · c4 белая пешка · e4 белая пешка · f4 чёрная пешка · h4 чёрная пешка · a3 белая пешка · f3 белая пешка · g3 чёрный слон · h3 белая пешка · a2 белый король · d2 белый ферзь | c8 чёрный король · b6 чёрная пешка · d6 чёрная пешка · a5 чёрная пешка · b5 белая пешка · c5 чёрная пешка · d5 белая пешка · e5 чёрная пешка · c4 белая пешка · e4 белая пешка · f4 чёрная пешка · h4 чёрная пешка · a3 белая пешка · f3 белая пешка · g3 чёрный слон · h3 белая пешка · a2 белый король · d2 белый ферзь | c8 чёрный король · b6 чёрная пешка · d6 чёрная пешка · a5 чёрная пешка · b5 белая пешка · c5 чёрная пешка · d5 белая пешка · e5 чёрная пешка · c4 белая пешка · e4 белая пешка · f4 чёрная пешка · h4 чёрная пешка · a3 белая пешка · f3 белая пешка · g3 чёрный слон · h3 белая пешка · a2 белый король · d2 белый ферзь | c8 чёрный король · b6 чёрная пешка · d6 чёрная пешка · a5 чёрная пешка · b5 белая пешка · c5 чёрная пешка · d5 белая пешка · e5 чёрная пешка · c4 белая пешка · e4 белая пешка · f4 чёрная пешка · h4 чёрная пешка · a3 белая пешка · f3 белая пешка · g3 чёрный слон · h3 белая пешка · a2 белый король · d2 белый ферзь | c8 чёрный король · b6 чёрная пешка · d6 чёрная пешка · a5 чёрная пешка · b5 белая пешка · c5 чёрная пешка · d5 белая пешка · e5 чёрная пешка · c4 белая пешка · e4 белая пешка · f4 чёрная пешка · h4 чёрная пешка · a3 белая пешка · f3 белая пешка · g3 чёрный слон · h3 белая пешка · a2 белый король · d2 белый ферзь | c8 чёрный король · b6 чёрная пешка · d6 чёрная пешка · a5 чёрная пешка · b5 белая пешка · c5 чёрная пешка · d5 белая пешка · e5 чёрная пешка · c4 белая пешка · e4 белая пешка · f4 чёрная пешка · h4 чёрная пешка · a3 белая пешка · f3 белая пешка · g3 чёрный слон · h3 белая пешка · a2 белый король · d2 белый ферзь | c8 чёрный король · b6 чёрная пешка · d6 чёрная пешка · a5 чёрная пешка · b5 белая пешка · c5 чёрная пешка · d5 белая пешка · e5 чёрная пешка · c4 белая пешка · e4 белая пешка · f4 чёрная пешка · h4 чёрная пешка · a3 белая пешка · f3 белая пешка · g3 чёрный слон · h3 белая пешка · a2 белый король · d2 белый ферзь | 7 |
| 6 | c8 чёрный король · b6 чёрная пешка · d6 чёрная пешка · a5 чёрная пешка · b5 белая пешка · c5 чёрная пешка · d5 белая пешка · e5 чёрная пешка · c4 белая пешка · e4 белая пешка · f4 чёрная пешка · h4 чёрная пешка · a3 белая пешка · f3 белая пешка · g3 чёрный слон · h3 белая пешка · a2 белый король · d2 белый ферзь | c8 чёрный король · b6 чёрная пешка · d6 чёрная пешка · a5 чёрная пешка · b5 белая пешка · c5 чёрная пешка · d5 белая пешка · e5 чёрная пешка · c4 белая пешка · e4 белая пешка · f4 чёрная пешка · h4 чёрная пешка · a3 белая пешка · f3 белая пешка · g3 чёрный слон · h3 белая пешка · a2 белый король · d2 белый ферзь | c8 чёрный король · b6 чёрная пешка · d6 чёрная пешка · a5 чёрная пешка · b5 белая пешка · c5 чёрная пешка · d5 белая пешка · e5 чёрная пешка · c4 белая пешка · e4 белая пешка · f4 чёрная пешка · h4 чёрная пешка · a3 белая пешка · f3 белая пешка · g3 чёрный слон · h3 белая пешка · a2 белый король · d2 белый ферзь | c8 чёрный король · b6 чёрная пешка · d6 чёрная пешка · a5 чёрная пешка · b5 белая пешка · c5 чёрная пешка · d5 белая пешка · e5 чёрная пешка · c4 белая пешка · e4 белая пешка · f4 чёрная пешка · h4 чёрная пешка · a3 белая пешка · f3 белая пешка · g3 чёрный слон · h3 белая пешка · a2 белый король · d2 белый ферзь | c8 чёрный король · b6 чёрная пешка · d6 чёрная пешка · a5 чёрная пешка · b5 белая пешка · c5 чёрная пешка · d5 белая пешка · e5 чёрная пешка · c4 белая пешка · e4 белая пешка · f4 чёрная пешка · h4 чёрная пешка · a3 белая пешка · f3 белая пешка · g3 чёрный слон · h3 белая пешка · a2 белый король · d2 белый ферзь | c8 чёрный король · b6 чёрная пешка · d6 чёрная пешка · a5 чёрная пешка · b5 белая пешка · c5 чёрная пешка · d5 белая пешка · e5 чёрная пешка · c4 белая пешка · e4 белая пешка · f4 чёрная пешка · h4 чёрная пешка · a3 белая пешка · f3 белая пешка · g3 чёрный слон · h3 белая пешка · a2 белый король · d2 белый ферзь | c8 чёрный король · b6 чёрная пешка · d6 чёрная пешка · a5 чёрная пешка · b5 белая пешка · c5 чёрная пешка · d5 белая пешка · e5 чёрная пешка · c4 белая пешка · e4 белая пешка · f4 чёрная пешка · h4 чёрная пешка · a3 белая пешка · f3 белая пешка · g3 чёрный слон · h3 белая пешка · a2 белый король · d2 белый ферзь | c8 чёрный король · b6 чёрная пешка · d6 чёрная пешка · a5 чёрная пешка · b5 белая пешка · c5 чёрная пешка · d5 белая пешка · e5 чёрная пешка · c4 белая пешка · e4 белая пешка · f4 чёрная пешка · h4 чёрная пешка · a3 белая пешка · f3 белая пешка · g3 чёрный слон · h3 белая пешка · a2 белый король · d2 белый ферзь | 6 |
| 5 | c8 чёрный король · b6 чёрная пешка · d6 чёрная пешка · a5 чёрная пешка · b5 белая пешка · c5 чёрная пешка · d5 белая пешка · e5 чёрная пешка · c4 белая пешка · e4 белая пешка · f4 чёрная пешка · h4 чёрная пешка · a3 белая пешка · f3 белая пешка · g3 чёрный слон · h3 белая пешка · a2 белый король · d2 белый ферзь | c8 чёрный король · b6 чёрная пешка · d6 чёрная пешка · a5 чёрная пешка · b5 белая пешка · c5 чёрная пешка · d5 белая пешка · e5 чёрная пешка · c4 белая пешка · e4 белая пешка · f4 чёрная пешка · h4 чёрная пешка · a3 белая пешка · f3 белая пешка · g3 чёрный слон · h3 белая пешка · a2 белый король · d2 белый ферзь | c8 чёрный король · b6 чёрная пешка · d6 чёрная пешка · a5 чёрная пешка · b5 белая пешка · c5 чёрная пешка · d5 белая пешка · e5 чёрная пешка · c4 белая пешка · e4 белая пешка · f4 чёрная пешка · h4 чёрная пешка · a3 белая пешка · f3 белая пешка · g3 чёрный слон · h3 белая пешка · a2 белый король · d2 белый ферзь | c8 чёрный король · b6 чёрная пешка · d6 чёрная пешка · a5 чёрная пешка · b5 белая пешка · c5 чёрная пешка · d5 белая пешка · e5 чёрная пешка · c4 белая пешка · e4 белая пешка · f4 чёрная пешка · h4 чёрная пешка · a3 белая пешка · f3 белая пешка · g3 чёрный слон · h3 белая пешка · a2 белый король · d2 белый ферзь | c8 чёрный король · b6 чёрная пешка · d6 чёрная пешка · a5 чёрная пешка · b5 белая пешка · c5 чёрная пешка · d5 белая пешка · e5 чёрная пешка · c4 белая пешка · e4 белая пешка · f4 чёрная пешка · h4 чёрная пешка · a3 белая пешка · f3 белая пешка · g3 чёрный слон · h3 белая пешка · a2 белый король · d2 белый ферзь | c8 чёрный король · b6 чёрная пешка · d6 чёрная пешка · a5 чёрная пешка · b5 белая пешка · c5 чёрная пешка · d5 белая пешка · e5 чёрная пешка · c4 белая пешка · e4 белая пешка · f4 чёрная пешка · h4 чёрная пешка · a3 белая пешка · f3 белая пешка · g3 чёрный слон · h3 белая пешка · a2 белый король · d2 белый ферзь | c8 чёрный король · b6 чёрная пешка · d6 чёрная пешка · a5 чёрная пешка · b5 белая пешка · c5 чёрная пешка · d5 белая пешка · e5 чёрная пешка · c4 белая пешка · e4 белая пешка · f4 чёрная пешка · h4 чёрная пешка · a3 белая пешка · f3 белая пешка · g3 чёрный слон · h3 белая пешка · a2 белый король · d2 белый ферзь | c8 чёрный король · b6 чёрная пешка · d6 чёрная пешка · a5 чёрная пешка · b5 белая пешка · c5 чёрная пешка · d5 белая пешка · e5 чёрная пешка · c4 белая пешка · e4 белая пешка · f4 чёрная пешка · h4 чёрная пешка · a3 белая пешка · f3 белая пешка · g3 чёрный слон · h3 белая пешка · a2 белый король · d2 белый ферзь | 5 |
| 4 | c8 чёрный король · b6 чёрная пешка · d6 чёрная пешка · a5 чёрная пешка · b5 белая пешка · c5 чёрная пешка · d5 белая пешка · e5 чёрная пешка · c4 белая пешка · e4 белая пешка · f4 чёрная пешка · h4 чёрная пешка · a3 белая пешка · f3 белая пешка · g3 чёрный слон · h3 белая пешка · a2 белый король · d2 белый ферзь | c8 чёрный король · b6 чёрная пешка · d6 чёрная пешка · a5 чёрная пешка · b5 белая пешка · c5 чёрная пешка · d5 белая пешка · e5 чёрная пешка · c4 белая пешка · e4 белая пешка · f4 чёрная пешка · h4 чёрная пешка · a3 белая пешка · f3 белая пешка · g3 чёрный слон · h3 белая пешка · a2 белый король · d2 белый ферзь | c8 чёрный король · b6 чёрная пешка · d6 чёрная пешка · a5 чёрная пешка · b5 белая пешка · c5 чёрная пешка · d5 белая пешка · e5 чёрная пешка · c4 белая пешка · e4 белая пешка · f4 чёрная пешка · h4 чёрная пешка · a3 белая пешка · f3 белая пешка · g3 чёрный слон · h3 белая пешка · a2 белый король · d2 белый ферзь | c8 чёрный король · b6 чёрная пешка · d6 чёрная пешка · a5 чёрная пешка · b5 белая пешка · c5 чёрная пешка · d5 белая пешка · e5 чёрная пешка · c4 белая пешка · e4 белая пешка · f4 чёрная пешка · h4 чёрная пешка · a3 белая пешка · f3 белая пешка · g3 чёрный слон · h3 белая пешка · a2 белый король · d2 белый ферзь | c8 чёрный король · b6 чёрная пешка · d6 чёрная пешка · a5 чёрная пешка · b5 белая пешка · c5 чёрная пешка · d5 белая пешка · e5 чёрная пешка · c4 белая пешка · e4 белая пешка · f4 чёрная пешка · h4 чёрная пешка · a3 белая пешка · f3 белая пешка · g3 чёрный слон · h3 белая пешка · a2 белый король · d2 белый ферзь | c8 чёрный король · b6 чёрная пешка · d6 чёрная пешка · a5 чёрная пешка · b5 белая пешка · c5 чёрная пешка · d5 белая пешка · e5 чёрная пешка · c4 белая пешка · e4 белая пешка · f4 чёрная пешка · h4 чёрная пешка · a3 белая пешка · f3 белая пешка · g3 чёрный слон · h3 белая пешка · a2 белый король · d2 белый ферзь | c8 чёрный король · b6 чёрная пешка · d6 чёрная пешка · a5 чёрная пешка · b5 белая пешка · c5 чёрная пешка · d5 белая пешка · e5 чёрная пешка · c4 белая пешка · e4 белая пешка · f4 чёрная пешка · h4 чёрная пешка · a3 белая пешка · f3 белая пешка · g3 чёрный слон · h3 белая пешка · a2 белый король · d2 белый ферзь | c8 чёрный король · b6 чёрная пешка · d6 чёрная пешка · a5 чёрная пешка · b5 белая пешка · c5 чёрная пешка · d5 белая пешка · e5 чёрная пешка · c4 белая пешка · e4 белая пешка · f4 чёрная пешка · h4 чёрная пешка · a3 белая пешка · f3 белая пешка · g3 чёрный слон · h3 белая пешка · a2 белый король · d2 белый ферзь | 4 |
| 3 | c8 чёрный король · b6 чёрная пешка · d6 чёрная пешка · a5 чёрная пешка · b5 белая пешка · c5 чёрная пешка · d5 белая пешка · e5 чёрная пешка · c4 белая пешка · e4 белая пешка · f4 чёрная пешка · h4 чёрная пешка · a3 белая пешка · f3 белая пешка · g3 чёрный слон · h3 белая пешка · a2 белый король · d2 белый ферзь | c8 чёрный король · b6 чёрная пешка · d6 чёрная пешка · a5 чёрная пешка · b5 белая пешка · c5 чёрная пешка · d5 белая пешка · e5 чёрная пешка · c4 белая пешка · e4 белая пешка · f4 чёрная пешка · h4 чёрная пешка · a3 белая пешка · f3 белая пешка · g3 чёрный слон · h3 белая пешка · a2 белый король · d2 белый ферзь | c8 чёрный король · b6 чёрная пешка · d6 чёрная пешка · a5 чёрная пешка · b5 белая пешка · c5 чёрная пешка · d5 белая пешка · e5 чёрная пешка · c4 белая пешка · e4 белая пешка · f4 чёрная пешка · h4 чёрная пешка · a3 белая пешка · f3 белая пешка · g3 чёрный слон · h3 белая пешка · a2 белый король · d2 белый ферзь | c8 чёрный король · b6 чёрная пешка · d6 чёрная пешка · a5 чёрная пешка · b5 белая пешка · c5 чёрная пешка · d5 белая пешка · e5 чёрная пешка · c4 белая пешка · e4 белая пешка · f4 чёрная пешка · h4 чёрная пешка · a3 белая пешка · f3 белая пешка · g3 чёрный слон · h3 белая пешка · a2 белый король · d2 белый ферзь | c8 чёрный король · b6 чёрная пешка · d6 чёрная пешка · a5 чёрная пешка · b5 белая пешка · c5 чёрная пешка · d5 белая пешка · e5 чёрная пешка · c4 белая пешка · e4 белая пешка · f4 чёрная пешка · h4 чёрная пешка · a3 белая пешка · f3 белая пешка · g3 чёрный слон · h3 белая пешка · a2 белый король · d2 белый ферзь | c8 чёрный король · b6 чёрная пешка · d6 чёрная пешка · a5 чёрная пешка · b5 белая пешка · c5 чёрная пешка · d5 белая пешка · e5 чёрная пешка · c4 белая пешка · e4 белая пешка · f4 чёрная пешка · h4 чёрная пешка · a3 белая пешка · f3 белая пешка · g3 чёрный слон · h3 белая пешка · a2 белый король · d2 белый ферзь | c8 чёрный король · b6 чёрная пешка · d6 чёрная пешка · a5 чёрная пешка · b5 белая пешка · c5 чёрная пешка · d5 белая пешка · e5 чёрная пешка · c4 белая пешка · e4 белая пешка · f4 чёрная пешка · h4 чёрная пешка · a3 белая пешка · f3 белая пешка · g3 чёрный слон · h3 белая пешка · a2 белый король · d2 белый ферзь | c8 чёрный король · b6 чёрная пешка · d6 чёрная пешка · a5 чёрная пешка · b5 белая пешка · c5 чёрная пешка · d5 белая пешка · e5 чёрная пешка · c4 белая пешка · e4 белая пешка · f4 чёрная пешка · h4 чёрная пешка · a3 белая пешка · f3 белая пешка · g3 чёрный слон · h3 белая пешка · a2 белый король · d2 белый ферзь | 3 |
| 2 | c8 чёрный король · b6 чёрная пешка · d6 чёрная пешка · a5 чёрная пешка · b5 белая пешка · c5 чёрная пешка · d5 белая пешка · e5 чёрная пешка · c4 белая пешка · e4 белая пешка · f4 чёрная пешка · h4 чёрная пешка · a3 белая пешка · f3 белая пешка · g3 чёрный слон · h3 белая пешка · a2 белый король · d2 белый ферзь | c8 чёрный король · b6 чёрная пешка · d6 чёрная пешка · a5 чёрная пешка · b5 белая пешка · c5 чёрная пешка · d5 белая пешка · e5 чёрная пешка · c4 белая пешка · e4 белая пешка · f4 чёрная пешка · h4 чёрная пешка · a3 белая пешка · f3 белая пешка · g3 чёрный слон · h3 белая пешка · a2 белый король · d2 белый ферзь | c8 чёрный король · b6 чёрная пешка · d6 чёрная пешка · a5 чёрная пешка · b5 белая пешка · c5 чёрная пешка · d5 белая пешка · e5 чёрная пешка · c4 белая пешка · e4 белая пешка · f4 чёрная пешка · h4 чёрная пешка · a3 белая пешка · f3 белая пешка · g3 чёрный слон · h3 белая пешка · a2 белый король · d2 белый ферзь | c8 чёрный король · b6 чёрная пешка · d6 чёрная пешка · a5 чёрная пешка · b5 белая пешка · c5 чёрная пешка · d5 белая пешка · e5 чёрная пешка · c4 белая пешка · e4 белая пешка · f4 чёрная пешка · h4 чёрная пешка · a3 белая пешка · f3 белая пешка · g3 чёрный слон · h3 белая пешка · a2 белый король · d2 белый ферзь | c8 чёрный король · b6 чёрная пешка · d6 чёрная пешка · a5 чёрная пешка · b5 белая пешка · c5 чёрная пешка · d5 белая пешка · e5 чёрная пешка · c4 белая пешка · e4 белая пешка · f4 чёрная пешка · h4 чёрная пешка · a3 белая пешка · f3 белая пешка · g3 чёрный слон · h3 белая пешка · a2 белый король · d2 белый ферзь | c8 чёрный король · b6 чёрная пешка · d6 чёрная пешка · a5 чёрная пешка · b5 белая пешка · c5 чёрная пешка · d5 белая пешка · e5 чёрная пешка · c4 белая пешка · e4 белая пешка · f4 чёрная пешка · h4 чёрная пешка · a3 белая пешка · f3 белая пешка · g3 чёрный слон · h3 белая пешка · a2 белый король · d2 белый ферзь | c8 чёрный король · b6 чёрная пешка · d6 чёрная пешка · a5 чёрная пешка · b5 белая пешка · c5 чёрная пешка · d5 белая пешка · e5 чёрная пешка · c4 белая пешка · e4 белая пешка · f4 чёрная пешка · h4 чёрная пешка · a3 белая пешка · f3 белая пешка · g3 чёрный слон · h3 белая пешка · a2 белый король · d2 белый ферзь | c8 чёрный король · b6 чёрная пешка · d6 чёрная пешка · a5 чёрная пешка · b5 белая пешка · c5 чёрная пешка · d5 белая пешка · e5 чёрная пешка · c4 белая пешка · e4 белая пешка · f4 чёрная пешка · h4 чёрная пешка · a3 белая пешка · f3 белая пешка · g3 чёрный слон · h3 белая пешка · a2 белый король · d2 белый ферзь | 2 |
| 1 | c8 чёрный король · b6 чёрная пешка · d6 чёрная пешка · a5 чёрная пешка · b5 белая пешка · c5 чёрная пешка · d5 белая пешка · e5 чёрная пешка · c4 белая пешка · e4 белая пешка · f4 чёрная пешка · h4 чёрная пешка · a3 белая пешка · f3 белая пешка · g3 чёрный слон · h3 белая пешка · a2 белый король · d2 белый ферзь | c8 чёрный король · b6 чёрная пешка · d6 чёрная пешка · a5 чёрная пешка · b5 белая пешка · c5 чёрная пешка · d5 белая пешка · e5 чёрная пешка · c4 белая пешка · e4 белая пешка · f4 чёрная пешка · h4 чёрная пешка · a3 белая пешка · f3 белая пешка · g3 чёрный слон · h3 белая пешка · a2 белый король · d2 белый ферзь | c8 чёрный король · b6 чёрная пешка · d6 чёрная пешка · a5 чёрная пешка · b5 белая пешка · c5 чёрная пешка · d5 белая пешка · e5 чёрная пешка · c4 белая пешка · e4 белая пешка · f4 чёрная пешка · h4 чёрная пешка · a3 белая пешка · f3 белая пешка · g3 чёрный слон · h3 белая пешка · a2 белый король · d2 белый ферзь | c8 чёрный король · b6 чёрная пешка · d6 чёрная пешка · a5 чёрная пешка · b5 белая пешка · c5 чёрная пешка · d5 белая пешка · e5 чёрная пешка · c4 белая пешка · e4 белая пешка · f4 чёрная пешка · h4 чёрная пешка · a3 белая пешка · f3 белая пешка · g3 чёрный слон · h3 белая пешка · a2 белый король · d2 белый ферзь | c8 чёрный король · b6 чёрная пешка · d6 чёрная пешка · a5 чёрная пешка · b5 белая пешка · c5 чёрная пешка · d5 белая пешка · e5 чёрная пешка · c4 белая пешка · e4 белая пешка · f4 чёрная пешка · h4 чёрная пешка · a3 белая пешка · f3 белая пешка · g3 чёрный слон · h3 белая пешка · a2 белый король · d2 белый ферзь | c8 чёрный король · b6 чёрная пешка · d6 чёрная пешка · a5 чёрная пешка · b5 белая пешка · c5 чёрная пешка · d5 белая пешка · e5 чёрная пешка · c4 белая пешка · e4 белая пешка · f4 чёрная пешка · h4 чёрная пешка · a3 белая пешка · f3 белая пешка · g3 чёрный слон · h3 белая пешка · a2 белый король · d2 белый ферзь | c8 чёрный король · b6 чёрная пешка · d6 чёрная пешка · a5 чёрная пешка · b5 белая пешка · c5 чёрная пешка · d5 белая пешка · e5 чёрная пешка · c4 белая пешка · e4 белая пешка · f4 чёрная пешка · h4 чёрная пешка · a3 белая пешка · f3 белая пешка · g3 чёрный слон · h3 белая пешка · a2 белый король · d2 белый ферзь | c8 чёрный король · b6 чёрная пешка · d6 чёрная пешка · a5 чёрная пешка · b5 белая пешка · c5 чёрная пешка · d5 белая пешка · e5 чёрная пешка · c4 белая пешка · e4 белая пешка · f4 чёрная пешка · h4 чёрная пешка · a3 белая пешка · f3 белая пешка · g3 чёрный слон · h3 белая пешка · a2 белый король · d2 белый ферзь | 1 |
|   | a | b | c | d | e | f | g | h |   |

На диаграмме слева в партии Аршак Петросян — Ласло Хазаи, Бельгия 1970, позиция чёрных хуже. Их основная слабость — изолированная пешка а. Если белые сумеют выиграть её, у них появится возможность осуществить прорыв пешками на ферзевом фланге. Но чёрные приготовили оригинальную пассивную жертву ферзя.
45… Фb6!?
46. K:b6+?
Позиционная ошибка. Белые не были обязаны брать фигуру. Они могли продолжить 46. Фc1 с угрозой 47. К:b6+ cb 48. h4! gh 49. Фh1 и Фh3. На 46… Фa7 у белых есть план по выигрышу пешки а: Фd2, Kрb3, Кc3, Kрa4, и Кa2-c1-b3.
46… cb
47. h4 gh
48. Фd2 h3!
49. gh h4
На диаграмме справа крепость построена. Белый ферзь не в состоянии прорваться в лагерь противника. Через несколько ходов игроки согласились на ничью.

#### Ханс Рее — Властимил Горт, 1986
|   | a | b | c | d | e | f | g | h |   |
| - | --- | --- | --- | --- | --- | --- | --- | --- | - |
| 8 | e8 чёрный король · f8 чёрный конь · g8 белый ферзь · h7 чёрная ладья · d6 чёрная пешка · g6 чёрная пешка · c5 чёрный слон · d5 белая пешка · f5 чёрная пешка · g5 белая пешка · f4 белая пешка · h4 белый конь · g3 белый король | e8 чёрный король · f8 чёрный конь · g8 белый ферзь · h7 чёрная ладья · d6 чёрная пешка · g6 чёрная пешка · c5 чёрный слон · d5 белая пешка · f5 чёрная пешка · g5 белая пешка · f4 белая пешка · h4 белый конь · g3 белый король | e8 чёрный король · f8 чёрный конь · g8 белый ферзь · h7 чёрная ладья · d6 чёрная пешка · g6 чёрная пешка · c5 чёрный слон · d5 белая пешка · f5 чёрная пешка · g5 белая пешка · f4 белая пешка · h4 белый конь · g3 белый король | e8 чёрный король · f8 чёрный конь · g8 белый ферзь · h7 чёрная ладья · d6 чёрная пешка · g6 чёрная пешка · c5 чёрный слон · d5 белая пешка · f5 чёрная пешка · g5 белая пешка · f4 белая пешка · h4 белый конь · g3 белый король | e8 чёрный король · f8 чёрный конь · g8 белый ферзь · h7 чёрная ладья · d6 чёрная пешка · g6 чёрная пешка · c5 чёрный слон · d5 белая пешка · f5 чёрная пешка · g5 белая пешка · f4 белая пешка · h4 белый конь · g3 белый король | e8 чёрный король · f8 чёрный конь · g8 белый ферзь · h7 чёрная ладья · d6 чёрная пешка · g6 чёрная пешка · c5 чёрный слон · d5 белая пешка · f5 чёрная пешка · g5 белая пешка · f4 белая пешка · h4 белый конь · g3 белый король | e8 чёрный король · f8 чёрный конь · g8 белый ферзь · h7 чёрная ладья · d6 чёрная пешка · g6 чёрная пешка · c5 чёрный слон · d5 белая пешка · f5 чёрная пешка · g5 белая пешка · f4 белая пешка · h4 белый конь · g3 белый король | e8 чёрный король · f8 чёрный конь · g8 белый ферзь · h7 чёрная ладья · d6 чёрная пешка · g6 чёрная пешка · c5 чёрный слон · d5 белая пешка · f5 чёрная пешка · g5 белая пешка · f4 белая пешка · h4 белый конь · g3 белый король | 8 |
| 7 | e8 чёрный король · f8 чёрный конь · g8 белый ферзь · h7 чёрная ладья · d6 чёрная пешка · g6 чёрная пешка · c5 чёрный слон · d5 белая пешка · f5 чёрная пешка · g5 белая пешка · f4 белая пешка · h4 белый конь · g3 белый король | e8 чёрный король · f8 чёрный конь · g8 белый ферзь · h7 чёрная ладья · d6 чёрная пешка · g6 чёрная пешка · c5 чёрный слон · d5 белая пешка · f5 чёрная пешка · g5 белая пешка · f4 белая пешка · h4 белый конь · g3 белый король | e8 чёрный король · f8 чёрный конь · g8 белый ферзь · h7 чёрная ладья · d6 чёрная пешка · g6 чёрная пешка · c5 чёрный слон · d5 белая пешка · f5 чёрная пешка · g5 белая пешка · f4 белая пешка · h4 белый конь · g3 белый король | e8 чёрный король · f8 чёрный конь · g8 белый ферзь · h7 чёрная ладья · d6 чёрная пешка · g6 чёрная пешка · c5 чёрный слон · d5 белая пешка · f5 чёрная пешка · g5 белая пешка · f4 белая пешка · h4 белый конь · g3 белый король | e8 чёрный король · f8 чёрный конь · g8 белый ферзь · h7 чёрная ладья · d6 чёрная пешка · g6 чёрная пешка · c5 чёрный слон · d5 белая пешка · f5 чёрная пешка · g5 белая пешка · f4 белая пешка · h4 белый конь · g3 белый король | e8 чёрный король · f8 чёрный конь · g8 белый ферзь · h7 чёрная ладья · d6 чёрная пешка · g6 чёрная пешка · c5 чёрный слон · d5 белая пешка · f5 чёрная пешка · g5 белая пешка · f4 белая пешка · h4 белый конь · g3 белый король | e8 чёрный король · f8 чёрный конь · g8 белый ферзь · h7 чёрная ладья · d6 чёрная пешка · g6 чёрная пешка · c5 чёрный слон · d5 белая пешка · f5 чёрная пешка · g5 белая пешка · f4 белая пешка · h4 белый конь · g3 белый король | e8 чёрный король · f8 чёрный конь · g8 белый ферзь · h7 чёрная ладья · d6 чёрная пешка · g6 чёрная пешка · c5 чёрный слон · d5 белая пешка · f5 чёрная пешка · g5 белая пешка · f4 белая пешка · h4 белый конь · g3 белый король | 7 |
| 6 | e8 чёрный король · f8 чёрный конь · g8 белый ферзь · h7 чёрная ладья · d6 чёрная пешка · g6 чёрная пешка · c5 чёрный слон · d5 белая пешка · f5 чёрная пешка · g5 белая пешка · f4 белая пешка · h4 белый конь · g3 белый король | e8 чёрный король · f8 чёрный конь · g8 белый ферзь · h7 чёрная ладья · d6 чёрная пешка · g6 чёрная пешка · c5 чёрный слон · d5 белая пешка · f5 чёрная пешка · g5 белая пешка · f4 белая пешка · h4 белый конь · g3 белый король | e8 чёрный король · f8 чёрный конь · g8 белый ферзь · h7 чёрная ладья · d6 чёрная пешка · g6 чёрная пешка · c5 чёрный слон · d5 белая пешка · f5 чёрная пешка · g5 белая пешка · f4 белая пешка · h4 белый конь · g3 белый король | e8 чёрный король · f8 чёрный конь · g8 белый ферзь · h7 чёрная ладья · d6 чёрная пешка · g6 чёрная пешка · c5 чёрный слон · d5 белая пешка · f5 чёрная пешка · g5 белая пешка · f4 белая пешка · h4 белый конь · g3 белый король | e8 чёрный король · f8 чёрный конь · g8 белый ферзь · h7 чёрная ладья · d6 чёрная пешка · g6 чёрная пешка · c5 чёрный слон · d5 белая пешка · f5 чёрная пешка · g5 белая пешка · f4 белая пешка · h4 белый конь · g3 белый король | e8 чёрный король · f8 чёрный конь · g8 белый ферзь · h7 чёрная ладья · d6 чёрная пешка · g6 чёрная пешка · c5 чёрный слон · d5 белая пешка · f5 чёрная пешка · g5 белая пешка · f4 белая пешка · h4 белый конь · g3 белый король | e8 чёрный король · f8 чёрный конь · g8 белый ферзь · h7 чёрная ладья · d6 чёрная пешка · g6 чёрная пешка · c5 чёрный слон · d5 белая пешка · f5 чёрная пешка · g5 белая пешка · f4 белая пешка · h4 белый конь · g3 белый король | e8 чёрный король · f8 чёрный конь · g8 белый ферзь · h7 чёрная ладья · d6 чёрная пешка · g6 чёрная пешка · c5 чёрный слон · d5 белая пешка · f5 чёрная пешка · g5 белая пешка · f4 белая пешка · h4 белый конь · g3 белый король | 6 |
| 5 | e8 чёрный король · f8 чёрный конь · g8 белый ферзь · h7 чёрная ладья · d6 чёрная пешка · g6 чёрная пешка · c5 чёрный слон · d5 белая пешка · f5 чёрная пешка · g5 белая пешка · f4 белая пешка · h4 белый конь · g3 белый король | e8 чёрный король · f8 чёрный конь · g8 белый ферзь · h7 чёрная ладья · d6 чёрная пешка · g6 чёрная пешка · c5 чёрный слон · d5 белая пешка · f5 чёрная пешка · g5 белая пешка · f4 белая пешка · h4 белый конь · g3 белый король | e8 чёрный король · f8 чёрный конь · g8 белый ферзь · h7 чёрная ладья · d6 чёрная пешка · g6 чёрная пешка · c5 чёрный слон · d5 белая пешка · f5 чёрная пешка · g5 белая пешка · f4 белая пешка · h4 белый конь · g3 белый король | e8 чёрный король · f8 чёрный конь · g8 белый ферзь · h7 чёрная ладья · d6 чёрная пешка · g6 чёрная пешка · c5 чёрный слон · d5 белая пешка · f5 чёрная пешка · g5 белая пешка · f4 белая пешка · h4 белый конь · g3 белый король | e8 чёрный король · f8 чёрный конь · g8 белый ферзь · h7 чёрная ладья · d6 чёрная пешка · g6 чёрная пешка · c5 чёрный слон · d5 белая пешка · f5 чёрная пешка · g5 белая пешка · f4 белая пешка · h4 белый конь · g3 белый король | e8 чёрный король · f8 чёрный конь · g8 белый ферзь · h7 чёрная ладья · d6 чёрная пешка · g6 чёрная пешка · c5 чёрный слон · d5 белая пешка · f5 чёрная пешка · g5 белая пешка · f4 белая пешка · h4 белый конь · g3 белый король | e8 чёрный король · f8 чёрный конь · g8 белый ферзь · h7 чёрная ладья · d6 чёрная пешка · g6 чёрная пешка · c5 чёрный слон · d5 белая пешка · f5 чёрная пешка · g5 белая пешка · f4 белая пешка · h4 белый конь · g3 белый король | e8 чёрный король · f8 чёрный конь · g8 белый ферзь · h7 чёрная ладья · d6 чёрная пешка · g6 чёрная пешка · c5 чёрный слон · d5 белая пешка · f5 чёрная пешка · g5 белая пешка · f4 белая пешка · h4 белый конь · g3 белый король | 5 |
| 4 | e8 чёрный король · f8 чёрный конь · g8 белый ферзь · h7 чёрная ладья · d6 чёрная пешка · g6 чёрная пешка · c5 чёрный слон · d5 белая пешка · f5 чёрная пешка · g5 белая пешка · f4 белая пешка · h4 белый конь · g3 белый король | e8 чёрный король · f8 чёрный конь · g8 белый ферзь · h7 чёрная ладья · d6 чёрная пешка · g6 чёрная пешка · c5 чёрный слон · d5 белая пешка · f5 чёрная пешка · g5 белая пешка · f4 белая пешка · h4 белый конь · g3 белый король | e8 чёрный король · f8 чёрный конь · g8 белый ферзь · h7 чёрная ладья · d6 чёрная пешка · g6 чёрная пешка · c5 чёрный слон · d5 белая пешка · f5 чёрная пешка · g5 белая пешка · f4 белая пешка · h4 белый конь · g3 белый король | e8 чёрный король · f8 чёрный конь · g8 белый ферзь · h7 чёрная ладья · d6 чёрная пешка · g6 чёрная пешка · c5 чёрный слон · d5 белая пешка · f5 чёрная пешка · g5 белая пешка · f4 белая пешка · h4 белый конь · g3 белый король | e8 чёрный король · f8 чёрный конь · g8 белый ферзь · h7 чёрная ладья · d6 чёрная пешка · g6 чёрная пешка · c5 чёрный слон · d5 белая пешка · f5 чёрная пешка · g5 белая пешка · f4 белая пешка · h4 белый конь · g3 белый король | e8 чёрный король · f8 чёрный конь · g8 белый ферзь · h7 чёрная ладья · d6 чёрная пешка · g6 чёрная пешка · c5 чёрный слон · d5 белая пешка · f5 чёрная пешка · g5 белая пешка · f4 белая пешка · h4 белый конь · g3 белый король | e8 чёрный король · f8 чёрный конь · g8 белый ферзь · h7 чёрная ладья · d6 чёрная пешка · g6 чёрная пешка · c5 чёрный слон · d5 белая пешка · f5 чёрная пешка · g5 белая пешка · f4 белая пешка · h4 белый конь · g3 белый король | e8 чёрный король · f8 чёрный конь · g8 белый ферзь · h7 чёрная ладья · d6 чёрная пешка · g6 чёрная пешка · c5 чёрный слон · d5 белая пешка · f5 чёрная пешка · g5 белая пешка · f4 белая пешка · h4 белый конь · g3 белый король | 4 |
| 3 | e8 чёрный король · f8 чёрный конь · g8 белый ферзь · h7 чёрная ладья · d6 чёрная пешка · g6 чёрная пешка · c5 чёрный слон · d5 белая пешка · f5 чёрная пешка · g5 белая пешка · f4 белая пешка · h4 белый конь · g3 белый король | e8 чёрный король · f8 чёрный конь · g8 белый ферзь · h7 чёрная ладья · d6 чёрная пешка · g6 чёрная пешка · c5 чёрный слон · d5 белая пешка · f5 чёрная пешка · g5 белая пешка · f4 белая пешка · h4 белый конь · g3 белый король | e8 чёрный король · f8 чёрный конь · g8 белый ферзь · h7 чёрная ладья · d6 чёрная пешка · g6 чёрная пешка · c5 чёрный слон · d5 белая пешка · f5 чёрная пешка · g5 белая пешка · f4 белая пешка · h4 белый конь · g3 белый король | e8 чёрный король · f8 чёрный конь · g8 белый ферзь · h7 чёрная ладья · d6 чёрная пешка · g6 чёрная пешка · c5 чёрный слон · d5 белая пешка · f5 чёрная пешка · g5 белая пешка · f4 белая пешка · h4 белый конь · g3 белый король | e8 чёрный король · f8 чёрный конь · g8 белый ферзь · h7 чёрная ладья · d6 чёрная пешка · g6 чёрная пешка · c5 чёрный слон · d5 белая пешка · f5 чёрная пешка · g5 белая пешка · f4 белая пешка · h4 белый конь · g3 белый король | e8 чёрный король · f8 чёрный конь · g8 белый ферзь · h7 чёрная ладья · d6 чёрная пешка · g6 чёрная пешка · c5 чёрный слон · d5 белая пешка · f5 чёрная пешка · g5 белая пешка · f4 белая пешка · h4 белый конь · g3 белый король | e8 чёрный король · f8 чёрный конь · g8 белый ферзь · h7 чёрная ладья · d6 чёрная пешка · g6 чёрная пешка · c5 чёрный слон · d5 белая пешка · f5 чёрная пешка · g5 белая пешка · f4 белая пешка · h4 белый конь · g3 белый король | e8 чёрный король · f8 чёрный конь · g8 белый ферзь · h7 чёрная ладья · d6 чёрная пешка · g6 чёрная пешка · c5 чёрный слон · d5 белая пешка · f5 чёрная пешка · g5 белая пешка · f4 белая пешка · h4 белый конь · g3 белый король | 3 |
| 2 | e8 чёрный король · f8 чёрный конь · g8 белый ферзь · h7 чёрная ладья · d6 чёрная пешка · g6 чёрная пешка · c5 чёрный слон · d5 белая пешка · f5 чёрная пешка · g5 белая пешка · f4 белая пешка · h4 белый конь · g3 белый король | e8 чёрный король · f8 чёрный конь · g8 белый ферзь · h7 чёрная ладья · d6 чёрная пешка · g6 чёрная пешка · c5 чёрный слон · d5 белая пешка · f5 чёрная пешка · g5 белая пешка · f4 белая пешка · h4 белый конь · g3 белый король | e8 чёрный король · f8 чёрный конь · g8 белый ферзь · h7 чёрная ладья · d6 чёрная пешка · g6 чёрная пешка · c5 чёрный слон · d5 белая пешка · f5 чёрная пешка · g5 белая пешка · f4 белая пешка · h4 белый конь · g3 белый король | e8 чёрный король · f8 чёрный конь · g8 белый ферзь · h7 чёрная ладья · d6 чёрная пешка · g6 чёрная пешка · c5 чёрный слон · d5 белая пешка · f5 чёрная пешка · g5 белая пешка · f4 белая пешка · h4 белый конь · g3 белый король | e8 чёрный король · f8 чёрный конь · g8 белый ферзь · h7 чёрная ладья · d6 чёрная пешка · g6 чёрная пешка · c5 чёрный слон · d5 белая пешка · f5 чёрная пешка · g5 белая пешка · f4 белая пешка · h4 белый конь · g3 белый король | e8 чёрный король · f8 чёрный конь · g8 белый ферзь · h7 чёрная ладья · d6 чёрная пешка · g6 чёрная пешка · c5 чёрный слон · d5 белая пешка · f5 чёрная пешка · g5 белая пешка · f4 белая пешка · h4 белый конь · g3 белый король | e8 чёрный король · f8 чёрный конь · g8 белый ферзь · h7 чёрная ладья · d6 чёрная пешка · g6 чёрная пешка · c5 чёрный слон · d5 белая пешка · f5 чёрная пешка · g5 белая пешка · f4 белая пешка · h4 белый конь · g3 белый король | e8 чёрный король · f8 чёрный конь · g8 белый ферзь · h7 чёрная ладья · d6 чёрная пешка · g6 чёрная пешка · c5 чёрный слон · d5 белая пешка · f5 чёрная пешка · g5 белая пешка · f4 белая пешка · h4 белый конь · g3 белый король | 2 |
| 1 | e8 чёрный король · f8 чёрный конь · g8 белый ферзь · h7 чёрная ладья · d6 чёрная пешка · g6 чёрная пешка · c5 чёрный слон · d5 белая пешка · f5 чёрная пешка · g5 белая пешка · f4 белая пешка · h4 белый конь · g3 белый король | e8 чёрный король · f8 чёрный конь · g8 белый ферзь · h7 чёрная ладья · d6 чёрная пешка · g6 чёрная пешка · c5 чёрный слон · d5 белая пешка · f5 чёрная пешка · g5 белая пешка · f4 белая пешка · h4 белый конь · g3 белый король | e8 чёрный король · f8 чёрный конь · g8 белый ферзь · h7 чёрная ладья · d6 чёрная пешка · g6 чёрная пешка · c5 чёрный слон · d5 белая пешка · f5 чёрная пешка · g5 белая пешка · f4 белая пешка · h4 белый конь · g3 белый король | e8 чёрный король · f8 чёрный конь · g8 белый ферзь · h7 чёрная ладья · d6 чёрная пешка · g6 чёрная пешка · c5 чёрный слон · d5 белая пешка · f5 чёрная пешка · g5 белая пешка · f4 белая пешка · h4 белый конь · g3 белый король | e8 чёрный король · f8 чёрный конь · g8 белый ферзь · h7 чёрная ладья · d6 чёрная пешка · g6 чёрная пешка · c5 чёрный слон · d5 белая пешка · f5 чёрная пешка · g5 белая пешка · f4 белая пешка · h4 белый конь · g3 белый король | e8 чёрный король · f8 чёрный конь · g8 белый ферзь · h7 чёрная ладья · d6 чёрная пешка · g6 чёрная пешка · c5 чёрный слон · d5 белая пешка · f5 чёрная пешка · g5 белая пешка · f4 белая пешка · h4 белый конь · g3 белый король | e8 чёрный король · f8 чёрный конь · g8 белый ферзь · h7 чёрная ладья · d6 чёрная пешка · g6 чёрная пешка · c5 чёрный слон · d5 белая пешка · f5 чёрная пешка · g5 белая пешка · f4 белая пешка · h4 белый конь · g3 белый король | e8 чёрный король · f8 чёрный конь · g8 белый ферзь · h7 чёрная ладья · d6 чёрная пешка · g6 чёрная пешка · c5 чёрный слон · d5 белая пешка · f5 чёрная пешка · g5 белая пешка · f4 белая пешка · h4 белый конь · g3 белый король | 1 |
|   | a | b | c | d | e | f | g | h |   |

В партии Ханс Рее — Властимил Горт, Вейк-ан-Зее, 1986 года возникла позиция на диаграмме. Белые имеют ощутимое преимущество: за ферзя у чёрных ладья и слон. Однако немецкий гроссмейстер находит спасительное продолжение:
59… Л:h4!!
60. Kр: h4 Сd4!
Ферзю некуда ходить. Одинокий белый король сам не в состоянии создать ничего опасного. Далее последовало:
61. Kрg3 Kрe7
62. Kрf3 Сa1
И игроки согласились на ничью.